# NGC 3068
NGC 3068 је елиптична галаксија у сазвежђу Лав која се налази на NGC листи објеката дубоког неба.
Деклинација објекта је + 28° 52' 41" а ректасцензија 9h 58m 40,1s. Привидна величина (магнитуда) објекта NGC 3068 износи 14,4 а фотографска магнитуда 15,4. NGC 3068 је још познат и под ознакама NGC 3068A, UGC 5353, MCG 5-24-6, CGCG 153-6, NPM1G +29.0180, ARP 174, PGC 28815.